# Calore umano
Calore umano è il terzo album in studio del cantautore italiano Nek, pubblicato il 21 settembre 1994 dalla Fonit Cetra.

## Tracce
1. Calore umano – 4:40 (Nek, Dino Melotti, Giuseppe Isgrò, Antonello De Sanctis)
2. Voglia di te – 4:45 (Nek, Dino Melotti, Antonello De Sanctis)
3. Cuori in tempesta – 4:48 (Nek, Giuseppe Isgrò, Antonello De Sanctis)
4. Ragazze della 5ª B – 4:15 (Nek, Dino Melotti, Antonello De Sanctis)
5. L'amore c'è – 4:28 (Nek, Giuseppe Isgrò, Antonello De Sanctis)
6. Però vorrei ci fosse amore – 3:45 (Nek, Antonello De Sanctis)
7. Paese turchese – 3:44 (Giuseppe Isgrò, Antonello De Sanctis)
8. Facciamo un week end – 4:14 (Nek, Dino Melotti, Giuseppe Isgrò, Antonello De Sanctis)
9. Quando sarò lontano – 3:37 (Nek, Dino Melotti, Antonello De Sanctis)

Traccia bonus nella riedizione del 1996
1. Angeli nel ghetto – 4:03 (Nek, Gianni Sanjust, Gabriele Varano, Antonello De Sanctis)

## Formazione
- Nek – voce, cori, chitarra elettrica, chitarra acustica
- Davide Pieralisi – chitarra elettrica, chitarra acustica
- Romano Trevisani – chitarra elettrica
- Massimo Varini – chitarra elettrica, cori
- Cesare Chiodo – basso
- Giuseppe Isgrò – tastiera, organo
- Massimo Pacciani – batteria
- Luciano Genovesi, Serenella Occhipinti – cori